# Тайния
Тайния  (лат. Tainia) — род однодольных растений рода семейства Орхидные (Orchidaceae). Впервые выделен немецко-голландским ботаником Карлом Людвигом Блюме в 1825 году.

## Систематика
Род включает в себя следующие виды:
- Tainia angustifolia (Lindl.) Benth. & Hook.f.
- Tainia bicornis (Lindl.) Rchb.f.
- Tainia caterva T.P.Lin & W.M.Lin
- Tainia cordifolia Hook.f.
- Tainia crassa (H.Turner) J.J.Wood & A.L.Lamb
- Tainia dunnii Rolfe
- Tainia elmeri Ames
- Tainia emeiensis (K.Y.Lang) Z.H.Tsi
- Tainia hennisiana (Schltr.) P.F.Hunt
- Tainia hongkongensis Rolfe
- Tainia latifolia (Lindl.) Rchb.f.
- Tainia laxiflora Makino
- Tainia longiscapa (Seidenf.) J.J.Wood & A.L.Lamb
- Tainia macrantha Hook.f.
- Tainia maingayi Hook.f.
- Tainia malayana J.J.Sm.
- Tainia marmorata (J.J.Sm.) J.J.Wood & A.L.Lamb
- Tainia minor Hook.f.
- Tainia obpandurata H.Turner
- Tainia papuana J.J. Sm.
- Tainia paucifolia (Breda) J.J.Sm.
- Tainia penangiana Hook.f.
- Tainia ponggolensis (A.L.Lamb ex H.Turner) J.J.Wood & A.L.Lamb
- Tainia purpureifolia Carr
- Tainia ruybarrettoi (S.Y.Hu & Barretto) Aver.
- Tainia scapigera (Hook.f.) J.J.Sm.
- Tainia serratiloba Ormerod
- Tainia speciosa Blume
- Tainia trinervis (Blume) Rchb.f.
- Tainia vegetissima Ridl.
- Tainia viridifusca (Hook.) Benth. ex Hook.f.
- Tainia wrayana (Hook.f.) J.J.Sm.

## Распространение, общая характеристика
Распространён от тропической и субтропической Азии (Индия, Шри-Ланка, Мьянма, Таиланд, Лаос, Вьетнам, Китай, Япония, Филиппины, Малайский полуостров, Малайский архипелаг, острова Новая Гвинея и Бугенвиль) до северо-востока Австралии (север штата Квинсленд).
Наземные (редко эпифитные) многолетние травянистые растения. Корни неразветвлённые, ворсинчатые. Псевдобульбы с одним или двумя междоузлиями. Листья эллиптические или яйцевидные. Соцветие кистевидное. Плод — коробочка эллиптической формы. Произрастают в затенённых низменностях, возвышенностях, горных лесистых местностях. Цветение наблюдается в июне и ноябре.

## Синонимы
Синонимичные названия:
- Mitopetalum Blume, nom. superfl.
- Ania Lindl.
- Ascotainia Ridl.
- Mischobulbum Schltr.